# Chiemgau

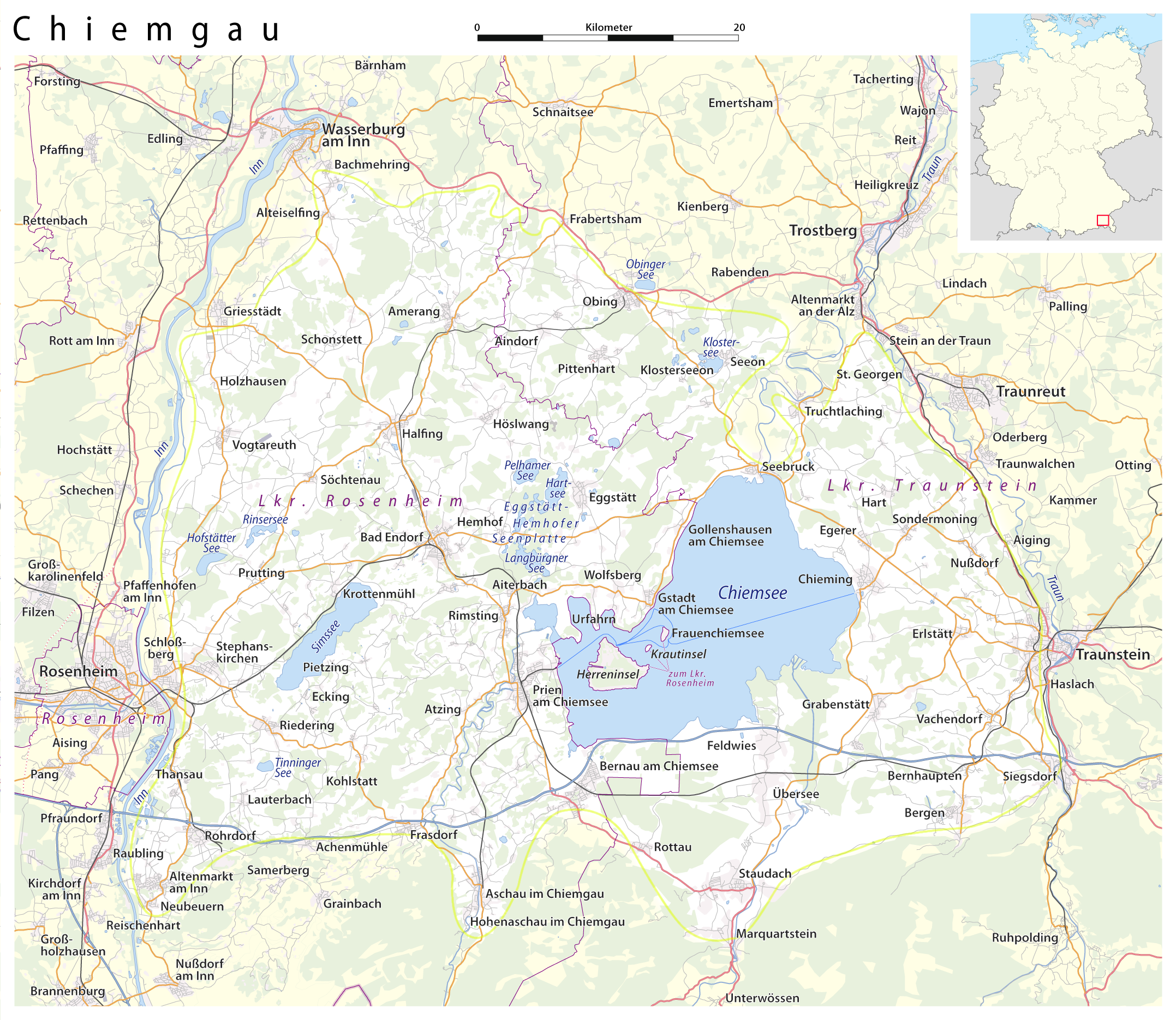
Mappa del Chiemigau

Il Chiemgau è una regione collinare dell'Alta Baviera che si estende ai piedi delle Alpi del Chiemgau, una sottosezione delle Alpi Bavaresi; delimitato al est dai fiumi Inn e Traun (non si deve confondere il bavarese fiume Traun, un tributario del fiume Alz, con l'omonimo fiume austriaco che invece è un tributario del Danubio) ha al suo centro il lago Chiemsee. Traun Amministrativamente il Chemigau appartiene ai circondari di Rosenheim e di Traunstein. Tra i centri più noti del Chiemigau figura Ruhpolding, sede di importanti manifestazioni sportive invernali (sci nordico).